# 난초과
난초과(蘭草科, 학명: Orchidaceae 오르키다케아이[*])는 백합목의 과이다. 속씨식물 중 가장 큰 식물군이다. 5개 아과로 나뉘며, 약 739속, 22,000여 종을 포함한다. 세계 각지에 널리 분포하지만 특히 안개가 많은 열대권 산지에 많이 분포한다. 난초(蘭草, 문화어: 란초)는 원예상 중요한 것이 많으며, 속간 잡종(자연, 인공 모두)도 적지 않다. 종자식물 중에서도 가장 번성한 과의 하나로 생각되고 있는데, 속 중에는 그 분류가 어려운 것이 많다.
1,000종 이상이 주로 아시아의 열대에 분포하는 석곡속(Dendrobium), 전 세계의 열대·아열대에 분포하는 콩짜개란속(Bulbophyllum), 아메리카 대륙의 열대에서 자라는 플레우로탈리스속에 포함된다. 여러해살이풀로서 열대에서는 착생란, 온대에서는 자생란이 많다.
꽃은 바깥쪽 꽃받침조각이 3개이고 안쪽 꽃잎도 3개인데, 그중 1개는 보통 크며 순판으로 변형되어 있다. 수술과 암술이 붙어서 술 기등을 형성하며, 꽃가루는 1-8개의 꽃가루덩이를 형성한다. 씨방은 하위로 1개의 방을 가지는데, 익으면 3개의 모서리가 있는 삭과 또는 꼬투리가 되며, 그 안에는 가루 같은 수많은 작은 씨가 만들어진다.
난초는 사군자의 하나이다.
난초들은 관상용으로 사용하기 위해 전세계적으로 남획되었다. 그래서 난초과의 거의 모든 종은 사이테스 부속서 II에 등재되어 있으며, 일부 종은 부속서 I에 등재되어 있다.

## 하위 분류
- 난초아과(Orchidoideae Lindl.)
- 바닐라아과(Vanilloideae Szlach.)
- 복주머니란아과(Cypripedioideae Kostel.)
- 석곡아과(Epidendroideae Kostel.)
- 의란아과(Apostasioideae Horan.)

## 계통 분류
난초과 분류는 매우 유동적이며, 새로운 연구가 계속되고 있다. 2009년의 APG III 분류 체계는 난초과를 비짜루목으로 분류한다. 5개의 아과를 인정하고 있다. 1998년 APG 분류 체계에 의한 분지도는 아래와 같다.
|  | 바닐라아과: 15개 속, 180종 - 습윤 열대 및 아열대 지역, 북아메리카 동부                                                                                   |
|  | |
|  | \| \| 석곡아과: 500여 속 이상, 최소 20,000여 종 또는 그 이상 - 전 세계적 분포 \| \| \| \| \| \| 난초아과: 208개 속, 3,630종 - 전 세계적 분포 \| \| \| \| |
|  | |
|  | 석곡아과: 500여 속 이상, 최소 20,000여 종 또는 그 이상 - 전 세계적 분포                                                                                  |
|  | |
|  | 난초아과: 208개 속, 3,630종 - 전 세계적 분포 |
|  | |

|  | 석곡아과: 500여 속 이상, 최소 20,000여 종 또는 그 이상 - 전 세계적 분포 |
|  |                                                                         |
|  | 난초아과: 208개 속, 3,630종 - 전 세계적 분포                            |
|  |                                                                         |

|  | 바닐라아과: 15개 속, 180종 - 습윤 열대 및 아열대 지역, 북아메리카 동부                                                                                   |
|  | |
|  | \| \| 석곡아과: 500여 속 이상, 최소 20,000여 종 또는 그 이상 - 전 세계적 분포 \| \| \| \| \| \| 난초아과: 208개 속, 3,630종 - 전 세계적 분포 \| \| \| \| |
|  | |
|  | 석곡아과: 500여 속 이상, 최소 20,000여 종 또는 그 이상 - 전 세계적 분포                                                                                  |
|  | |
|  | 난초아과: 208개 속, 3,630종 - 전 세계적 분포 |
|  | |

|  | 석곡아과: 500여 속 이상, 최소 20,000여 종 또는 그 이상 - 전 세계적 분포 |
|  |                                                                         |
|  | 난초아과: 208개 속, 3,630종 - 전 세계적 분포                            |
|  |                                                                         |

|  | 바닐라아과: 15개 속, 180종 - 습윤 열대 및 아열대 지역, 북아메리카 동부                                                                                   |
|  | |
|  | \| \| 석곡아과: 500여 속 이상, 최소 20,000여 종 또는 그 이상 - 전 세계적 분포 \| \| \| \| \| \| 난초아과: 208개 속, 3,630종 - 전 세계적 분포 \| \| \| \| |
|  | |
|  | 석곡아과: 500여 속 이상, 최소 20,000여 종 또는 그 이상 - 전 세계적 분포                                                                                  |
|  | |
|  | 난초아과: 208개 속, 3,630종 - 전 세계적 분포 |
|  | |

|  | 석곡아과: 500여 속 이상, 최소 20,000여 종 또는 그 이상 - 전 세계적 분포 |
|  |                                                                         |
|  | 난초아과: 208개 속, 3,630종 - 전 세계적 분포                            |
|  |                                                                         |

|  | 바닐라아과: 15개 속, 180종 - 습윤 열대 및 아열대 지역, 북아메리카 동부                                                                                   |
|  | |
|  | \| \| 석곡아과: 500여 속 이상, 최소 20,000여 종 또는 그 이상 - 전 세계적 분포 \| \| \| \| \| \| 난초아과: 208개 속, 3,630종 - 전 세계적 분포 \| \| \| \| |
|  | |
|  | 석곡아과: 500여 속 이상, 최소 20,000여 종 또는 그 이상 - 전 세계적 분포                                                                                  |
|  | |
|  | 난초아과: 208개 속, 3,630종 - 전 세계적 분포 |
|  | |

|  | 석곡아과: 500여 속 이상, 최소 20,000여 종 또는 그 이상 - 전 세계적 분포 |
|  |                                                                         |
|  | 난초아과: 208개 속, 3,630종 - 전 세계적 분포                            |
|  |                                                                         |

2015년 계통학 연구에 의한 분지도는 아래와 같다.
|  | 복주머니란아과                                        |
|  |                                                       |
|  | \| \| 석곡아과 \| \| \| \| \| \| 난초아과 \| \| \| \| |
|  |                                                       |
|  | 석곡아과                                              |
|  |                                                       |
|  | 난초아과                                              |
|  |                                                       |

|  | 석곡아과 |
|  |          |
|  | 난초아과 |
|  |          |

|  | 복주머니란아과                                        |
|  |                                                       |
|  | \| \| 석곡아과 \| \| \| \| \| \| 난초아과 \| \| \| \| |
|  |                                                       |
|  | 석곡아과                                              |
|  |                                                       |
|  | 난초아과                                              |
|  |                                                       |

|  | 석곡아과 |
|  |          |
|  | 난초아과 |
|  |          |

|  | 복주머니란아과                                        |
|  |                                                       |
|  | \| \| 석곡아과 \| \| \| \| \| \| 난초아과 \| \| \| \| |
|  |                                                       |
|  | 석곡아과                                              |
|  |                                                       |
|  | 난초아과                                              |
|  |                                                       |

|  | 석곡아과 |
|  |          |
|  | 난초아과 |
|  |          |

|  | 복주머니란아과                                        |
|  |                                                       |
|  | \| \| 석곡아과 \| \| \| \| \| \| 난초아과 \| \| \| \| |
|  |                                                       |
|  | 석곡아과                                              |
|  |                                                       |
|  | 난초아과                                              |
|  |                                                       |

|  | 석곡아과 |
|  |          |
|  | 난초아과 |
|  |          |

## 같이 보기
- 어댑테이션